# Artiom Timofiejew (szachista)
Artiom Walerjewicz Timofiejew ros. Артём Валерьевич Тимофеев (ur. 6 stycznia 1985 w Kazaniu) – rosyjski szachista, arcymistrz od 2003 roku.

## Kariera szachowa
Wielokrotnie reprezentował Rosję na mistrzostwach świata i Europy w różnych kategoriach wiekowych, zdobywając trzy medale: złoty (2000, MŚ do lat 18, Chalkidiki) oraz dwa srebrne (1999, MŚ do lat 14, Oropesa del Mar; 2001, MŚ do lat 18, Oropesa del Mar), natomiast w 2002 r. był czwartym juniorem świata w kategorii do lat 20. Oprócz tego, w 2000 r. zdobył dwa złote medale (wraz z drużyną oraz za indywidualny wynik na III szachownicy) na olimpiadzie juniorów (do lat 16) w Arteku.
Do indywidualnych sukcesów Artioma Timofiejewa należą:
- dz. I m. w Preszowie (2000, z Witalijem Cieszkowskim),
- dz. II m. w memoriale Michaiła Czigorina w Sankt Petersburgu (2002, za Aleksandrem Fominychem, z Denisem Jewsiejewem, Aleksandrem Kowczanem i Aleksandrem Areszczenko),
- dz. I m. w Cappelle-la-Grande (2004, dz. I m. z Jewgienijem Najerem, Kaido Külaotsem, Zoltanem Gyimesi, Siergiejem Grigoriancem i Olegiem Korniejewem)[7],
- I m. w Nojabrsku (2005, mistrzostwa Rosji do lat 20),
- III m. w Sarajewie (2005, turniej Bosna, za Ivanem Sokolovem i Wiktorem Bołoganem, przed m.in. Aleksiejem Szyrowem),
- dz. II m. w Amsterdamie (2005, za Pawłem Eljanowem, z m.in. Władimirem Akopianem, Iwanem Czeparinowem i Ianem Rogersem),
- dz. II m. w Taiyuan (2006, za Baadurem Dżobawą, z Zhangiem Pengxiangiem, Bu Xiangzhi i Ni Hua),
- III m. w Montrealu (2006, za Pawłem Eljanowem i Kamilem Mitoniem),
- I m. w Sierpuchowie (Puchar Rosji 2007, po zwycięstwie w finale nad Wadimem Zwiagincewem),
- I m. w Moskwie (2008, turniej Moscow Open),
- I m. w Tomsku (2008, z Dmitrijem Kokariewem, Olegiem Łoskutowem i Denisem Chismatullinem),
- I m. w Nowokuźniecku (2008, półfinał mistrzostw Rosji),
- III m. w Rijece (2010, mistrzostwa Europy – brązowy medal).

Najwyższy ranking w dotychczasowej karierze osiągnął 1 lipca 2010 r., z wynikiem 2690 punktów zajmował wówczas 45. miejsce na światowej liście FIDE, jednocześnie zajmując 12. miejsce wśród rosyjskich szachistów.